# Piera Gatteschi Fondelli
Piera Fondelli coniugata Gatteschi (Greve in Chianti, 22 agosto 1902 – Roma, 7 settembre 1985) è stata una generale italiana, del Servizio Ausiliario Femminile della Repubblica Sociale Italiana, fascista della prima ora, partecipò alla Marcia su Roma e fu una delle prime donne militari della storia moderna.

## Biografia
Piera Fondelli nacque a Greve in Chianti in Toscana da Pietro ed Eletta Tirimandi. Suo padre morì prima della sua nascita e lei si trasferì a Roma con la madre prima del 1914. Il 23 marzo 1921 si iscrisse al Fascio di combattimento di Roma insieme a Ines Donati con cui frequentava Istituto di belle arti. Il 19 ottobre 1922 prende parte al congresso del PNF che si svolse a Napoli e il 28 ottobre la ventenne Piera fu a capo di un gruppetto di venti donne che formano la “squadra d'onore di scorta al gagliardetto” e con loro partecipa alla Marcia su Roma.

Piera Gatteschi e Graziani nell'autunno 1944

Divenne poi ispettrice della Federazione dell'Urbe, occupandosi dell'Opera nazionale maternità e infanzia, della Croce Rossa Italiana, delle colonie estive. Nel 1936 lasciò ogni incarico per seguire in Africa Orientale Italiana il conte Mario Gatteschi, che aveva sposato divenendo la contessa Gatteschi Fondelli, ingegnere che dirigeva i lavori della strada Assab-Addis Abeba. Quando, tre anni dopo, rientrò in Italia, Mussolini la nomina Fiduciaria dei Fasci femminili dell'Urbe che conta 150.000 iscritte e nel 1940 ispettrice nazionale del partito.
Dopo la caduta del fascismo il 25 luglio 1943, si rifugiò dai suoceri nel Casentino, mentre il marito, tornato in Africa come combattente, è in Kenya prigioniero dei britannici.

### Nella Rsi
Informata che Mussolini è stato liberato e ha fondato la Repubblica Sociale Italiana nel Nord Italia, Piera si trasferisce a Brescia e avvia una nuova collaborazione con Alessandro Pavolini, il segretario del partito. Qui, alla fine del 1943, la Gatteschi manifesta al Duce il desiderio delle donne fasciste di avere un ruolo più incisivo nella difesa del paese, progetto sostenuto da Pavolini e accettato da Rodolfo Graziani, dato che servivano molti uomini per la guerra e le donne diventano necessarie per assisterli e per sostituirli nei tanti ruoli non di prima linea.
Il 18 aprile 1944 nasce il Servizio Ausiliario Femminile (SAF) (parte poi del Corpo di Assistenza Femminile, o CAF) nel quale affluiscono giovani donne di tutte le condizioni sociali. Ne scrive il regolamento, assai sobrio e rigido. Le ausiliarie prestano inizialmente solo assistenza infermieristica negli ospedali militari, lavorano negli uffici e alla propaganda, allestiscono posti mobili di ristoro per la truppa. Nell'arco di dodici mesi 6.000 giovani donne partecipano ai sei corsi di addestramento, a Venezia e a Como; soltanto dopo venivano assegnate ai Comandi. Dopo il 25 aprile 1945 il Saf si dissolve e Pavolini suggerisce di distruggere tutta la documentazione per evitare vendette.

### Nel dopoguerra
Piera cerca di mettere in salvo le sue ragazze, ma è costretta a nascondersi per circa un anno, prima in un convento, poi in un manicomio, trasferendosi successivamente in Abruzzo con il marito, nel frattempo tornato dalla prigionia e che morirà nel 1947.
Le restò solo la nipote Teresa Tirinnanzi, che aveva perso entrambi i genitori e che considerò come una figlia.
Nel dopoguerra si iscrisse al Movimento Sociale Italiano di Giorgio Almirante, dedicandosi all'organizzazione di viaggi turistici per i giovani del MSI e alla pittura. Dal 1977 al 1979 aderì a Democrazia Nazionale. Tentò anche la gestione di un ristorante ma senza successo. Morì il 7 settembre 1985 all'età di 83 anni.